# Brubu
Der Brubu (auch Broeboe) ist ein böiger Ostwind auf Sulawesi (früher: Celebes).
Er weht im Südwesten der Insel und führt föhnartig trockene Luft mit sich. In einem Report der Allied Geographical Section von 1945 heißt es, der Wind sei „weniger regelmäßig“ als der Monsun und die Luft sei diesig und das Wetter trocken.